# Kongenitalni megakolon
Kongenitalni megakolon, kongenitalni (aganglioni) megakolon ili  Hirschprungova bolest je urođena anomalija koja se klinički manifestuje parcijalnom ili kompletnom opstrukcijom kolona (debelog creva), uzrokovanom odsustvom ganglijskih ćelija u distalnom kraju intestinalnog trakta. I dok je za fiziološki motilitet creva usklađena sa segmentnom talasnom kontrakcija koja nastaje neposredno nakon opuštanja glatkih mišića ona kod bolesnika sa Hirschprungovom bolešću izostaje zbog funkcionalnog odsustva mienteričknog nervnog sistema u zahvaćenom distalnom cevu, pa umesto fiziološke nastaje abnornmalna distalna peristaltika. Bolest se danas vrlo rano dijagnostikuje i
uspešno leči, tako da se bolest kod starije dece otkriva sve ređe.

## Epidemiologija
Incidencija kongenitalnog megakolona je 1 : 5.000 živorođene dece. Bolest je četiri puta češća kod dečaka. Većina slučajeva dijagnostikuje se pre 10. godine života, mada se povremeno otkrivaju i bolesnici sa tegobama u kasnijem životnom dobu. 

## Embriologija i etiologija
U normalnom razvoju embriona neuroenterične ćelije migriraju iz neuralnog grebena do gornjeg kraja embrionalnog alimentarnog trakta, a zatim nastavljaju migraciju u distalnom pravcu. Do 12. nedelje stižu u distalni kolon. 
Prema podacima iz literature većina istraživača navodi da je u pitanju tip nasleđivanja vezan za X hromozom sa varijabilnom jačinom penetracije.
Bolest je posledica zaustavljanja migracije pluripotentnih ćelija neuralnog grebena (ĆNG) koje kolonizuju primitivnu digestivnu cev. U toku migracije lanci povezanih ćelija neuralnog grebena koji se nalaze na prednjoj ivici su nazvani „prednjim talasom””. U lancima ćelija neuralnog grebena razlikuju se dva morfološka oblika ćelija: 
- multipolarne i
- monopolarne ćelije.

Ćelija neuralnog grebena  koje kolonizuju zadnje crevo, prolaze kroz mezenterijum kao pojedinaĉne ćelije u trenutku kada su srednje i zadnje crevo postavljeni paralelno. Ovo se dešava između 10,5 i 11,5 embrionalnog dana i predstavlja glavni izvor ćelija eternelnog nervnog sistema u zadnjem crevu. Smatra se da ćelije u mezenterijumu distalnog dela zadnjeg creva između 11,5 i 13,5 embrionalnog dana potiču iz sakralnog dela neuralnog grebena.

## Patologija i patofiziologija
Makroskopski izgled debelog creva (kolona) varira u zavisnosti od dužine trajanja bolesti. Najuočljiviji makroskopski patološki nalaz je proširen proksimalni deo creva koji postepeno ili naglo prelazi u distalni deo normalnog kalibra. Prelazna zona tipično ima izgled levka ili konusa. Odsustvo ganglijskih ćelija u distalnom crevu je glavno obeležje kongenitalnog megakolona.
Aganglionoza tipično doseže do rektosigmoidne regije u približno 80% slučajeva. Skoro uvek je kontinuirana i neprekinuta sve do proksimalnog ganglionarnog
creva. Može da zahvati samo najdistalniji deo rektuma, ali i čitavu dužinu debelog creva. Nema korelacije između dužine aganglionarnog segmenta i težine simptoma.
Propulzivni motilitet debelog creva nastaje kontrakcijom kojoj uvek prethodi talas relaksacije. Ovu mišićnu aktivnost reguliše unutrašnja inervacija creva koja se sastoji od holinergičnih ekscitatornih i adrenergičnih inhibitornih vlakana. Kod kongenitalnog megakolona postoji poremećaj normalnog motiliteta debelog creva i normalnog mehanizma defekacije.

### Udružene anomalije
Najčešća udruženost anomalija je kongenitalni megakolon i Dauov sindrom, a moguće su i atrezija tankog i debelog creva.

## Klinička slika
Kliničkom slikom dominira, kao glavna karakteristika bolesti, izostanak normalne evakuacije mekonijuma, koji traje duže od 48 časova kod, u drugom pogledu zdravog, novorođenčeta. Bolest se posle izostanka normalne evakuacije mekonijuma može manifestovati slikom kompletne intestinalne opstrukcije, perforacijom slepog creva (cekuma) ili blažim simptomima opstipacije (zatvora), koju smenjuju epizode enterokolitisa.
Glavni simptomi i znaci kongenitalnog megakolona, pored već navedenog izostanak normalne evakuacije mekonijuma, su;
- Povraćanje
- Odbijanje hrane
- Distenzija trbuha
- Epizode opstipacije se smenjuju s epizodama enterokolitisa
- Slabije napredovanje deteta u fizičkom razvoju

## Dijagnoza
Dijagnoza se postavlja na osnovu anamneze, fizikalnog i radiološkog pregleda.
Najčešći znak je distendiran trbuh. Dok se pri rektalnom pregledu obično nailazi prazna ampula rektuma i ima se utisak da je sužena ili spastična, zbog čega se ponekad postavlja pogrešna dijagnoza stenoze anusa.
Klasičnu kliničku sliku imaju deca s hroničnim tokom bolesti. Za njih je karakterističan distendiran trbuh sa vidljivom peristaltikom i opipljivim fekalnim impakcijama. Ova deca nisu inkontinentna i ne prljaju veš. 
Nativan snimak trbuha se radi uvek pre ispitivanja kontrastom. Dilatacija debelog creva i odsustvo vazduha u rektumu trebalo bi da pobude sumnju na kongenitalni megakolon. Nalaz nije uvek karakterističan i može pokazivati sliku mnogobrojnih nivoa kakva se sreće kod drugih vidova niske intestinalne opstrukcije.
Irigografija s barijumom treba da vizualizuje prelaznu zonu zbog čega je obavezan snimak iz profila, a potom i posteroanteriorni snimak sa kompletno ispunjenim debelim crevom kao i snimak 24 sata posle irigografije, na kome se vidi retencija barijuma.
Od ostalih ispitivanja radi se:
- Anorektalna manometrija
- Transanalna biopsija rektuma pune debljine ili sukciona
- Biopsija ex tempore kod otvaranja stome ili određivanja nivoa resekcije.

## Diferencijalna dijagnoza
Diferencijalno dijagnostički treba imati u vidu sledeće ( u tabeli navedene) mehaničke i funkcionalne opstrukcije:
| Mehaničke opstrukcije                                                                                         | Funkcionalne opstrukcije |
| --- | --- |
| - Mekonijumski ileus - Atrezija distalnog ileuma ili debelog creva - Anus imperforatus - Stenoza tankog creva | - Prematuritet - Sindrom malog levog kolona - Sindrom mekonijumskog čepa - Sepsa i elektrolitski disbalans - Hipotireoidizam - Funkcionalna opstipacija - Intestinalna neuralna displazija |

## Terapija
Najnovija terapij primenjuju tri klasične operativne tehnike: Swenson, Duhamel i Soave, kao i njihove brojne modifikacije. Zajednička karakteristika svih operacija je resekcija aganglionarnog dela debelog creva i rektuma sa kolorektalnom anastomozom.
Hirurgija urođenog megakolona značajno je unapređena primenom laparoskopske resekcije debelog creva. mada je za uspešno hirurško lečenje najvažnija rana dijagnoza bolesti, nezavisno od primenjene metode.

## Literatura
- Amiel, J.; Sproat-Emison, E.; Garcia-Barcelo, M.; Lantieri, F.; Burzynski, G.; Borrego, S.; Pelet, A.; Arnold, S.; Miao, X.; Griseri, P.; Brooks, A. S.; Antinolo, G.; De Pontual, L.; Clement-Ziza, M.; Munnich, A.; Kashuk, C.; West, K.; Wong, K. K.; Lyonnet, S.; Chakravarti, A.; Tam, P. K.; Ceccherini, I.; Hofstra, R. M.; Fernandez, R.; Hirschsprung Disease, Consortium (2008). „Hirschsprung disease, associated syndromes and genetics: A review”. Journal of Medical Genetics. 45 (1): 1—14. PMID 17965226. S2CID 7475474. doi:10.1136/jmg.2007.053959. [Full Text]}-
- Angrist, M.; Kauffman, E.; Slaugenhaupt, S. A.; Matise, T. C.; Puffenberger, E. G.; Washington, S. S.; Lipson, A.; Cass, D. T.; Reyna, T.; Weeks, D. E. (1993). „A gene for Hirschsprung disease (Megacolon) in the pericentromeric region of human chromosome 10”. Nature Genetics. 4 (4): 351—356. PMID 8401581. S2CID 22031571. doi:10.1038/ng0893-351. [Full Text]}-
- Attié, T.; Pelet, A.; Edery, P.; Eng, C.; Mulligan, L. M.; Amiel, J.; Boutrand, L.; Beldjord, C.; Nihoul-Fékété, C.; Munnich, A. (1995). „Diversity of RET proto-oncogene mutations in familial and sporadic Hirschsprung disease”. Human Molecular Genetics. 4 (8): 1381—1386. PMID 7581377. doi:10.1093/hmg/4.8.1381.}-
- Auricchio, A.; Brancolini, V.; Casari, G.; Milla, P. J.; Smith, V. V.; Devoto, M.; Ballabio, A. (1996). „The locus for a novel syndromic form of neuronal intestinal pseudoobstruction maps to Xq28”. American Journal of Human Genetics. 58 (4): 743—748. PMC 1914695 . PMID 8644737.}-
- Badner, J. A.; Sieber, W. K.; Garver, K. L.; Chakravarti, A. (1990). „A genetic study of Hirschsprung disease”. American Journal of Human Genetics. 46 (3): 568—580. PMC 1683643 . PMID 2309705.}-
- BIELSCHOWSKY, M.; SCHOFIELD GC (1962). „Studies on megacolon in piebald mice”. The Australian Journal of Experimental Biology and Medical Science. 40 (5): 395—403. PMID 13968171. doi:10.1038/icb.1962.44.}-
- BOGGS, J. D.; KIDD JM (1958). „Congenital abnormalities of intestinal innervation; absence of innervation of jejunum, ileum and colon in siblings”. Pediatrics. 21 (2): 261—266. PMID 13505020. [Full Text]}-
- Borrego, S.; Ruiz, A.; Saez, M. E.; Gimm, O.; Gao, X.; López-Alonso, M.; Hernández, A.; Wright, F. A.; Antiñolo, G.; Eng, C. (2000). „RET genotypes comprising specific haplotypes of polymorphic variants predispose to isolated Hirschsprung disease”. Journal of Medical Genetics. 37 (8): 572—578. PMC 1734658 . PMID 10922382. doi:10.1136/jmg.37.8.572. [Full Text]}-

|  | Molimo Vas, obratite pažnju na važno upozorenje u vezi sa temama iz oblasti medicine (zdravlja). |